# Elwood (Nebraska)
Elwood falu az Amerikai Egyesült Államok Nebraska államában, Gosper megyében, melynek megyeszékhelye. Lakosainak száma 658 fő (2020. április 1.).

## Népesség
A település népességének változása:

| 2010 | 707 |
| 2020 | 658 |